# Crnogorski fudbalski kup
La Coppa del Montenegro (in montenegrino: Crnogorski fudbalski kup) è la coppa nazionale di calcio montenegrina, assegnata dalla Federazione calcistica montenegrina. È il secondo torneo più importante del campionato montenegrino di calcio dopo la Prva crnogorska fudbalska liga. La squadra vincitrice è ammessa al primo turno preliminare della UEFA Europa League.

## Storia
Quando il Montenegro faceva parte della Jugoslavia socialista le squadre locali partecipavano alla coppa del maresciallo Tito. Con la dissoluzione della Jugoslavia e la nascita della Repubblica Federale di Jugoslavia nel 1992, le squadre montenegrine e serbe continuarono a disputare quella coppa, sebbene quest'ultima a quel punto si chiamasse Kup Jugoslavije. Nel 2003 la Repubblica Federale di Jugoslavia fu rinominata Unione di Serbia e Montenegro e la coppa nazionale cambiò nome in Kup Srbije i Crne Gore.
Dal 1946 al 2006 è esistista la Republički kup Crne Gore, la coppa per le sole squadre montenegrine (eccetto quelle di prima divisione) che fungeva da qualificazione per la coppa maggiore. Dal 2006, con l'indipendenza del Montenegro, è nata la Crnogorski fudbalski kup, la coppa nazionale montenegrina.

## Format
Partecipano le squadre di prima divisione, quelle di seconda divisione e le 6 finaliste delle tre coppe regionali (Nord, Centro e Sud). Quindi, attualmente le partecipanti sono 26; erano state 30 fino al 2018, fino a che le prime due divisioni erano composte da 12 squadre ciascuna, mentre ora sono 10.
La formula è quella dell'eliminazione diretta. Il primo turno è a gara singola e sono esentate le semifinaliste dell'edizione precedente. Ottavi, quarti e semifinali sono a gare di andata e ritorno; valida la regola dei gol in trasferta, in caso di parità del computo delle reti si va direttamente ai tiri di rigore senza la disputa dei tempi supplementari (questo vale anche per il primo turno).
La finale viene sempre disputata allo Stadio pod Goricom di Podgorica ed è l'unica gara in cui, in caso, possono venire disputati i tempi supplementari.

## Albo d'oro
Il Čelik Nikšić, nel 2012, è stata l'unica squadra di seconda divisione riuscita a conquistare il trofeo.
| Anno    | Vincitore                                             | Risultato                                             | Finalista                                             |
| ------- | ----------------------------------------------------- | ----------------------------------------------------- | ----------------------------------------------------- |
| 2006–07 | Rudar Pljevlja                                        | 2–1                                                   | Sutjeska                                              |
| 2007–08 | Mogren                                                | 1–1 (dts) (6-5 dtr)                                   | Budućnost                                             |
| 2008–09 | Petrovac                                              | 1–0 (dts)                                             | Lovćen                                                |
| 2009–10 | Rudar Pljevlja                                        | 2–1                                                   | Budućnost                                             |
| 2010–11 | Rudar Pljevlja                                        | 2–2 (dts) (5-4 dtr)                                   | Mogren                                                |
| 2011–12 | Čelik Nikšić                                          | 2–1                                                   | Rudar Pljevlja                                        |
| 2012–13 | Budućnost                                             | 1–0                                                   | Čelik Nikšić                                          |
| 2013–14 | Lovćen                                                | 1–0                                                   | Mladost Podgorica                                     |
| 2014–15 | Mladost Podgorica                                     | 2–1 (dts)                                             | Petrovac                                              |
| 2015–16 | Rudar Pljevlja                                        | 0–0 (dts) (4-3 dtr)                                   | Budućnost                                             |
| 2016–17 | Sutjeska                                              | 1–0                                                   | Grbalj                                                |
| 2017–18 | Mladost Podgorica                                     | 2–0                                                   | Igalo                                                 |
| 2018–19 | Budućnost                                             | 4–0                                                   | Lovćen                                                |
| 2019–20 | Edizione annullata a causa della pandemia di COVID-19 | Edizione annullata a causa della pandemia di COVID-19 | Edizione annullata a causa della pandemia di COVID-19 |
| 2020–21 | Budućnost                                             | 3-1                                                   | Dečić                                                 |
| 2021-22 | Budućnost                                             | 1-0                                                   | Dečić                                                 |
| 2022-23 | Sutjeska                                              | 1–1 (dts) (4-3 dtr)                                   | Arsenal Tivat                                         |
| 2023-24 | Budućnost                                             | 2-1                                                   | Jezero                                                |
| 2024-25 | Dečić                                                 | 1-0                                                   | Mornar                                                |

## Vittorie per squadra
| Club           | Vittorie | Finali perse | Anno vittorie                | Anno finali perse |
| -------------- | -------- | ------------ | ---------------------------- | ----------------- |
| Budućnost      | 5        | 3            | 2013, 2019, 2021, 2022, 2024 | 2008, 2010, 2016  |
| Rudar Pljevlja | 4        | 1            | 2007, 2010, 2011, 2016       | 2012              |
| OFK Titograd   | 2        | 1            | 2015, 2018                   | 2013              |
| Sutjeska       | 2        | 1            | 2017, 2023                   | 2007              |
| Dečić          | 1        | 2            | 2025                         | 2021, 2022        |
| Lovćen         | 1        | 2            | 2014                         | 2009, 2019        |
| Mogren         | 1        | 1            | 2008                         | 2011              |
| Petrovac       | 1        | 1            | 2009                         | 2015              |
| Čelik Nikšić   | 1        | 1            | 2012                         | 2013              |
| Dečić          | 1        | 0            | 2025                         |                   |
| Jezero         | -        | 1            | -                            | 2024              |
| Mornar         | -        | 1            | -                            | 2025              |